# Fluoroform

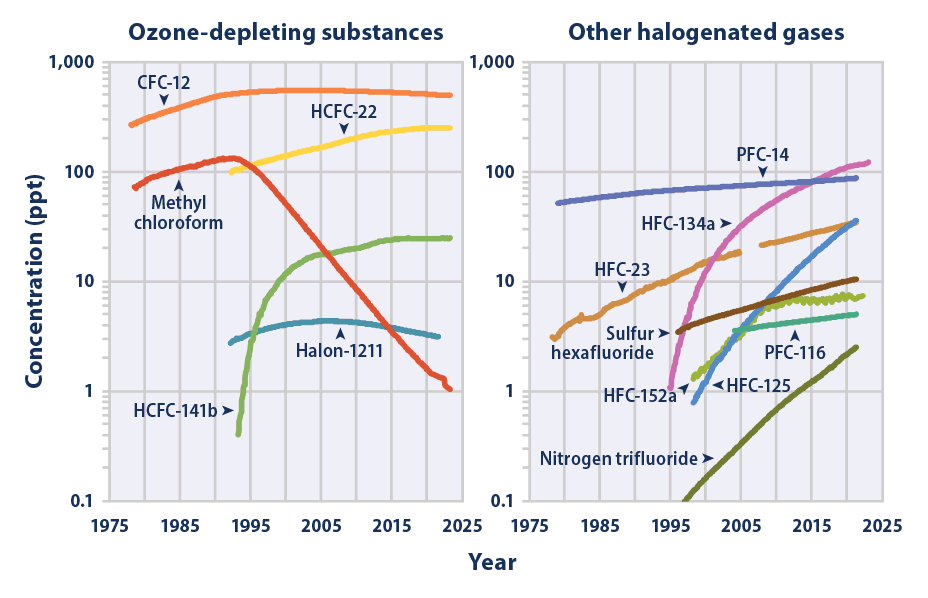
Concentració atmosfèrica d'HFC-23 en comparació amb gasos artificials similars en escala logarítmica.

El fluoroform o trifluorometà, és el compost químic amb la fórmula CHF3. És un hidrofluorocarbur a més d'estar a part dels haloforms, una classe de compostos amb la fórmula CHX3  (X = halogen) amb simetria C3v. El fluoroform s'utilitza en diverses aplicacions en la síntesi orgànica. No és un forat de la capa d'ozó sinó que és un gas d'efecte hivernacle.

## Síntesi
Uns 20 milions de kg anuals es produeixen industrialment com a subproducte i precursor de la fabricació de tefló. Es produeix per reacció del cloroform amb HF
CHCl3 + 3 HF → CHF3 + 3 HCl
També es genera biològicament en petites quantitats aparentment per descarboxilació d'àcid trifluoroacètic

## Història
El fluoroform va ser obtingut per primera vegada per Maurice Meslans en la reacció violenta del iodoform amb el fluorur de plata sec el 1894. La reacció va ser millorada per Otto Ruff mitjançant la substitució del fluorur de plata per una barreja de fluorur de mercuri i fluorur de calci. La reacció d'intercanvi funciona amb iodoform i bromoform, i l'intercanvi dels dos primers àtoms d'halogen per fluor és vigorós. En canviar a un procés de dues etapes, primer formant un bromodifluorometà en la reacció de trifluorur d'antimoni amb bromoform i acabant la reacció amb fluorur de mercuri, Henne va trobar el primer mètode de síntesi eficient.

## Aplicacions industrials
El {\displaystyle {\ce {CHF3}}} s'utilitza a la indústria dels semiconductors en el gravat per plasma d'òxid de silici i nitrur de silici. Conegut com a R-23 o HFC-23, també era un refrigerant útil, de vegades com a substitut del clorotrifluorometà (CFC-13) i és un subproducte de la seva fabricació.
Quan s'utilitza com a extintor d'incendis, el fluoroform porta el nom comercial de DuPont, FE-13. Es recomana {\displaystyle {\ce {CHF3}}} per a aquesta aplicació per la seva baixa toxicitat, la seva baixa reactivitat i la seva alta densitat. L'HFC-23 s'ha utilitzat en el passat com a substitut de l'Halon 1301 (CFC-13B1) en sistemes d'extinció d'incendis com a agent d'extinció d'incendis gasós d'inundació total.

## Química orgànica
El fluoroform és dèbilment àcid amb un pKa = 25–28 i força inert. L'intent de desprotonació dona lloc a la desfluoració per generar F− i difluorocarboni ({\displaystyle {\ce {CF2}}}). Alguns composts d'organocure i organocadmi s'han desenvolupat com a reactius de trifluorometització.
El fluoroform és un precursor del reactiu de Ruppert-Prakash CF3Si(CH3)3, que és una font del nucleòfil CF−3 anió.

## Gasos d'efecte hivernacle

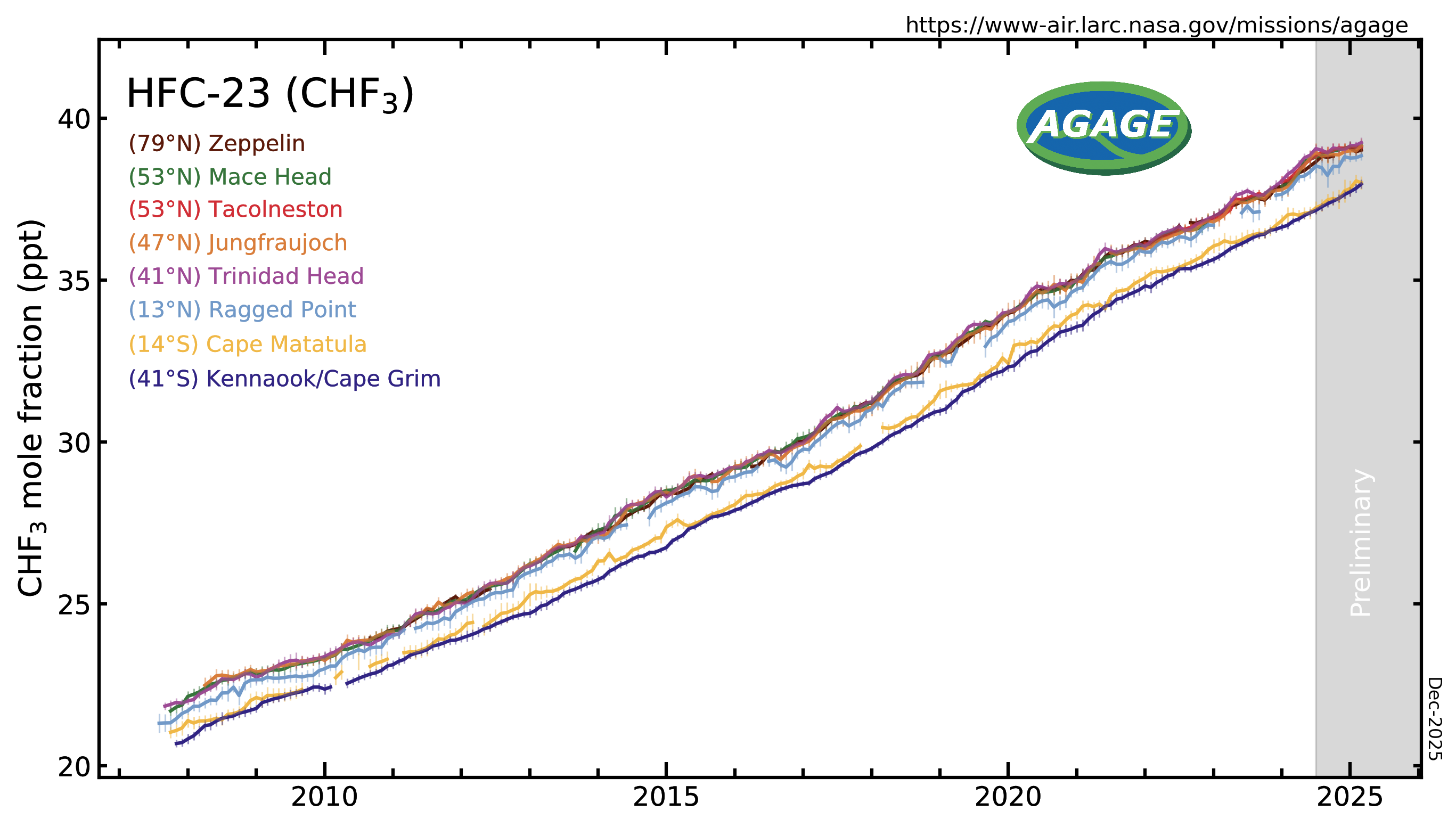
HFC-23 mesurat per l'Experiment Advanced Global Atmospheric Gases Experiment (AGAGE) a la baixa atmosfera (troposfera) a estacions de tot el món. Les abundàncies es donen com a fraccions molars mitjanes mensuals lliures de contaminació en parts per bilió.

El {\displaystyle {\ce {CHF3}}} és un gas d'efecte hivernacle potent. Una tona d'HFC-23 a l'atmosfera té el mateix efecte que 11.700 tones de diòxid de carboni. Aquesta equivalència, també anomenada potencial d'escalfament global de 100 anys, és lleugerament més gran a 14.800 per al HFC-23. La vida atmosfèrica és de 270 anys.
L'HFC-23 va ser l'HFC més abundant a l'atmosfera mundial fins al voltant de l'any 2001, quan la concentració mitjana global de HFC-134a (1,1,1,2-tetrafluoroetà), la substància química que s'utilitza àmpliament en els aparells d'aire condicionat d'automòbils, va superar les de HFC-23. En el passat, les emissions globals d'HFC-23 han estat dominades per la producció i l'alliberament inadvertits durant la fabricació del refrigerant HCFC-22 (clorodifluorometà).
Des de la dècada de 1990 fins a la dècada de 2000 es van informar de disminucions substancials de les emissions d'HFC-23 dels països desenvolupats: de 6-8 Gg/any als anys 90 a 2,8 Gg/any el 2007.
El Mecanisme de Desenvolupament Net de la CMNUCC va proporcionar finançament i va facilitar la destrucció de l'HFC-23.
Els països en desenvolupament s'han convertit en els majors productors d'HCFC-23 en els darrers anys, segons dades recopilades per la Secretaria de l'Ozó de l'Organització Meteorològica Mundial. Les emissions de tots els HFC s'inclouen al Protocol de Kyoto de la CMNUCC. Per mitigar el seu impacte {\displaystyle {\ce {CHF3}}} es pot destruir amb tecnologies d'arc de plasma elèctric o per incineració a alta temperatura.

## Propietats físiques addicionals
| Propietat                                    | Valor                  |
| -------------------------------------------- | ---------------------- |
| Densitat (ρ) a -100 °C (líquid)              | 1,52 g/cm3             |
| Densitat (ρ) a -82,1 °C (líquid)             | 1.431 g/cm3            |
| Densitat (ρ) a -82,1 °C (gas)                | 4.57 kg/m3             |
| Densitat (ρ) a 0 °C (gas)                    | 2.86 kg/m3             |
| Densitat (ρ) a 15 °C (gas)                   | 2.99 kg/m3             |
| Moment dipolar                               | 1.649 D                |
| Pressió crítica (pc)                         | 4.816 MPa (48.16 bar)  |
| Temperatura crítica (Tc)                     | 25.7 °C (299 K)        |
| Densitat crítica (ρc)                        | 7.52 mol/l             |
| Factor de compressibilitat (Z)               | 0.9913                 |
| Factor acèntric (ω)                          | 0.26414                |
| Viscositat (η) a 25 °C                       | 14.4 μPa.s (0.0144 cP) |
| Calor específica molar a volum constant (CV) | 51.577 J.mol−1.K−1     |
| Calor latent de vaporització (lb)            | 257.91 kJ.kg−1         |